# Беззвучна задвенечна шипяща проходна съгласна
Беззвучната задвенечна шипяща проходна съгласна е вид съгласен звук, използван в много говорими езици. В Международната фонетична азбука той се отбелязва със символа ʃ. В българския език е звукът, обозначаван с „ш“.
Беззвучната задвенечна шипяща проходна съгласна се използва в езици като английски (sheep, [ˈʃiːp]), арабски (شَمْس, [ʃams]), немски (schön, [ʃøːn]), нидерландски (sjabloon, [ʃäˈbloːn]), френски (cher, [ʃɛʁ]).